# Terremoto dell'Assam del 1897
Il terremoto dell'Assam del 1897 fu un evento sismico avvenuto il 12 giugno 1897 nello stato dell'Assam (oggi in India) alle ca. 11:06:46 UT, con una magnitudo momento stimata tra 8,0 e 8,3. Considerata la violenza dell'evento, il numero di morti non fu eccessivamente alto, attestandosi a 1.542, mentre i danni furono consistenti e particolarmente gravi. La scossa colpì duramente la città di Calcutta, dove si registrarono numeri crolli, ma fu avvertita distintamente anche in città molto lontane come Ahmedabad e Peshawar. Danni di una certa importantanza furono riportati anche nel vicino Bhutan, mentre nella confinante Birmania l'evento causò il sollevarsi di onde di sessa.

## Il terremoto
Il terremoto ebbe l'epicentro sul confine settentrionale dell'altopiano di Shillong. La piattaforma continentale subì uno spostamento compreso tra gli 11 e i 16 metri secondo alcune stime, che sarebbe uno dei più grandi mai registrati per un singolo terremoto. Si stima che l'epicentro dell'attività abbia coinvolto un'area con un'estensione di 180 km ink superficie.
In seguito all'evento, il medesimo altopiano di Shillong subì un innalzamento tra gli 11 e i 16 metri. Si generò una faglia lunga circa 110 km, con uno scorrimento orizzontale di circa 18 m (con un errore massimo di più o meno 7 m). All'epicentro si suppone che l'accelerazione verticale deve aver superato 1g di forza e una velocità superficiale di 3 m/s.

## Danni e conseguenze
Avvenuto a una profondità stimata di 32 km, il terremoto distrusse edifici in un'area pari a 400.000 km², ma fu avvertito distintamente in un territorio molto vasto, dalla Birmania fino a Delhi, per oltre 650.000 km². Danni particolarmente gravi agli edifici furono segnalati anche nel vicino Bhutan, come nel caso dello dzong di Punakha, che fu quasi del tutto raso al suolo. L'evento principale fu seguito comunque da un numero ancora oggi indefinito di scosse di assestamento, l'ultima delle quali fu registrata il 9 ottobre 1897 a Calcutta alle 01:40 UT.
Nella città di Shillong tutte le case in pietra e metà di quelle in legno furono rase al suolo, causando 13 morti e diverse spaccature nel terreno. La vicina Cherrapunjee fu invece distrutta da una frana che investì la città subito dopo la scossa, uccidendo istantaneamente 600 persone. A Goalpara il Brahmaputra esondò per la sessa di origine tellurica, distruggendo il mercato e mietendo altre vittime, mentre a Guwahati il livello dell'acqua salì di oltre 2 metri. Anche l'isola di Umananda e il suo tempio furono pesantemente colpiti dalla piena del fiume.